# George Hoyt Whipple

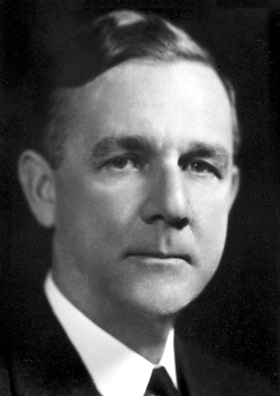
George Whipple

George Hoyt Whipple (* 28. August 1878 in Ashland, New Hampshire, USA; † 1. Februar 1976 in Rochester, New York, USA) war ein US-amerikanischer Pathologe.

## Leben
George Whipple wurde 1909 in Baltimore zum Professor an der Johns Hopkins-Universität ernannt, 1914 ging er nach Berkeley an die Universität von Kalifornien und 1931 nach Rochester.

## Wirken
Whipple lieferte wesentliche Arbeiten über Gallenfarbstoffe und entwickelte eine Diät gegen eine bestimmte Form von Blutarmut (perniziöse Anämie).
Bis 1926 starben in den USA jährlich über 6000 Menschen an perniziöser Anämie (eine auf Vitamin-B12-Mangel beruhende Blutarmut). Whipple fand in Experimenten mit anämischen Hunden heraus, dass eine Ernährung mit Leber, Bohnen und Fleisch die Bildung von roten Blutkörperchen anregte. William Parry Murphy und George Richards Minot entwickelten darauf ausgehend eine entsprechende Leberdiät. Später wies der amerikanische Arzt W. Castle einen Stoff im Magensaft (Intrinsischer Faktor) nach, der die Zerstörung von Vitamin B12 in der Magensäure verhindert, indem er an das Molekül bindet. So kann Vitamin B12 im Dünndarm resorbiert werden, was nötig ist, damit Erythrozyten produziert werden. Ein Mangel an intrinsischem Faktor führt daher zu einer Vitamin-B12-Mangel-Anämie. 1948/49 gelang den Chemikern Karl August Folkers (1906–1997, USA) und A. Todd (Großbritannien) der Nachweis von Vitamin B12 (extrinsic factor), das in der Leber gespeichert wird.
Der Morbus Whipple (benannt nach George Hoyt Whipple) ist eine recht seltene Erkrankung des Dünndarms. Sie wird durch das Bakterium Tropheryma whipplei verursacht. Bevorzugt sind Männer zwischen 30 und 60 betroffen.
Für ihre Lebertherapie gegen Perniziöse Anämie erhielt er gemeinsam mit George R. Minot und William P. Murphy 1934 den Nobelpreis für Physiologie oder Medizin. 1939 erhielt Whipple die George M. Kober Medal, 1962 wurde er mit der Jessie Stevenson Kovalenko Medal ausgezeichnet.
Whipple war ab 1929 Mitglied der National Academy of Sciences, ab 1935 der Deutschen Akademie der Naturforscher Leopoldina und ab 1938 der American Philosophical Society. 1911 wurde er Fellow der American Association for the Advancement of Science.